# Ochropleura gaedei
Ochropleura gaedei là một loài bướm đêm trong họ Noctuidae.